# Krystyna Sienkiewicz (aktorka)

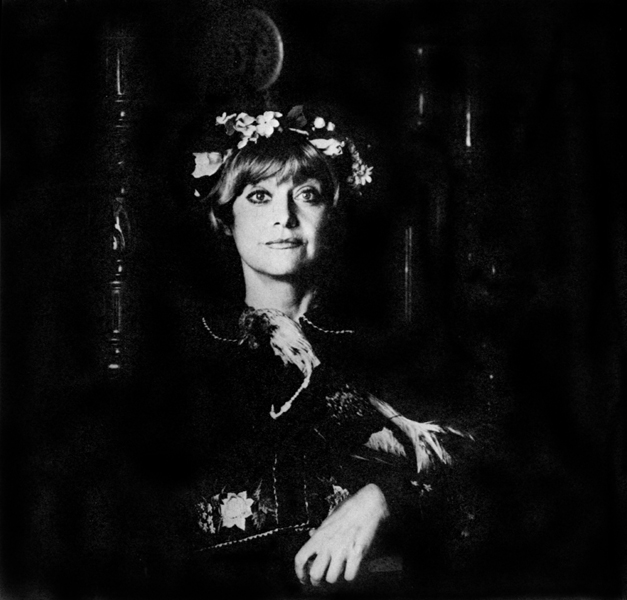
Krystyna Sienkiewicz, zdjęcie z Haftowanych gałganów (1988)

Krystyna Waleria Sienkiewicz (ur. 14 lutego 1935 w Ostrowi Mazowieckiej, zm. 12 lutego 2017 w Warszawie) – polska aktorka teatralna, filmowa i telewizyjna, wykonawczyni piosenki poetyckiej.

## Życiorys
Jej rodzina pochodziła spod Grodna. Była córką Edwarda Sienkiewicza i jego żony Anny z domu Berdowskiej. Jej ojciec był działaczem społecznym i urzędnikiem, a matka nauczycielką. Miała starszego brata, Ryszarda. We wczesnym dzieciństwie mieszkała w Wąsewie i Zarębach Kościelnych, a podczas okupacji radzieckiej uciekła z rodziną do Goworowa. Jej rodzice nie przeżyli II wojny światowej – ojciec został zamordowany w 1942 w obozie koncentracyjnym Oranienburg, a matka zmarła w 1944 wskutek choroby (doznała skrętu kiszek). Po zakończeniu wojny wraz z bratem została odnaleziona przez Janinę Pieńkowską, stryjeczną siostrę ich ojca. Zamieszkała z ciotką w Szczytnie, a jej brat został w sierocińcu. Od najmłodszych lat była uzdolniona humanistycznie, już jako czteroletnia dziewczynka potrafiła czytać i pisać. Po ukończeniu gimnazjum w Szczytnie i w Liceum Sztuk Plastycznych w Łodzi podjęła studia na warszawskiej Akademii Sztuk Pięknych, na której w 1957 obroniła z wyróżnieniem dyplom z projektowania przestrzennego.
Ilustrowała teksty w czasopiśmie dla dzieci „Świerszczyk”. W trakcie studiów na ASP tworzyła scenografię dla Studenckiego Teatru Satyryków (STS). 1 września 1955 zadebiutowała jako aktorka, zastępując chorą koleżankę  (Aleksandrę Gustkiewicz) w roli Ewy w spektaklu Szopa betlejemska wystawianym w STS-ie. Zebrała przychylne recenzje, a Krzysztof Teodor Toeplitz określił ją „różowym zjawiskiem STS-u”. Wkrótce na stałe dołączyła do STS-u i przez kolejne lata zagrała m.in. w spektaklach: Bardzo starzy oboje, Dobie i państwu, Dziś straszy, Łotrzyce, Kochany panie Ionesco i Solo na perkusji. Występowała także z Janem Tadeuszem Stanisławskim w satyrycznych programach radiowych: Ilustrowany Tygodnik Rozrywkowy i Ilustrowany Magazyn Autorów, a w latach 1958–1966 pojawiała się w programie Kabaret Starszych Panów. Występowała także w spektaklu objazdowym Agnieszki Osieckiej Tingel-tangel.
W 1958 zadebiutowała na dużym ekranie epizodyczną rolą w dramacie Wojciecha Jerzego Hasa Pożegnania (1958). Była dublerką Giulietty Masiny, odtwórczyni roli Gelsominy w filmie Victora Vicasa Jons und Erdme (1959). Później zagrała epizody m.in. w Jutro premiera (1962) i Godzina pąsowej róży (1963). Pierwszą większą rolę zagrała w Smarkuli (1963) Leonarda Buczkowskiego. W 1964 zadebiutowała jako aktorka teatralna rolą Krysi Traktorzystki w spektaklu Niech no tylko zakwitną jabłonie (reż. Jan Biczycki) wystawianym w Teatrze Ateneum im. Stefana Jaracza w Warszawie. Zagrała także w kolejnych sztukach Ateneum: w Ptaku, Śmierci na gruszy, Zmierzchu, Męczeństwie i śmierci Jean-Paula Marata i Lecie. Kontynuowała również karierę filmową, m.in. grając Jankę, przyjaciółkę Joanny (Kalina Jędrusik), w komedii sensacyjnej Jana Batorego Lekarstwo na miłość (1965) i szeregową Anielę w komedii wojennej Rzeczpospolita babska (1969).
Równolegle z karierą aktorską nagrała kilka piosenek, m.in. „Czy te oczy mogą kłamać?” z Bohdanem Łazuką, „Koteczki, pieseczki” z Mieczysławem Czechowiczem oraz „Żaby, ryby i raki” i „Kokaina”.
W 1970 odeszła z Teatru Ateneum, a w kolejnych latach grała w teatrach warszawskich: Rozmaitości (1973), Syrena (1975–1984, 2000, 2004), Komedia (1988, 1994), Scena Prezentacje (1994–1995), Na Woli (1995), Rampa na Targówku (2006–2008) oraz w Teatrze Polskim w Poznaniu (1985). Zagrała również w kilkunastu spektaklach Teatru Telewizji.
W 1971 otrzymała Nagrodę Specjalną Jury na 9. Krajowym Festiwalu Piosenki Polskiej w Opolu. W latach 70. przez pewien czas współprowadziła z Andrzejem Zaorskim program Studio Gama. Wyjechała także do Stanów Zjednoczonych, gdzie występowała dla amerykańskiej Polonii; od tamtej pory regularnie występowała za granicą. Była także jedną z gwiazd programów kabaretowych Olgi Lipińskiej, począwszy od cyklu Gallux Show (m.in. w duecie z Barbarą Wrzesińską jako Siostry Sisters) poprzez kolejne edycje programów: Właśnie leci kabarecik (1974–1977) i Kurtyna w górę (1977–1984). W 1975 poprowadziła 13. KFPP w Opolu. W słuchowisku radiowym Rodzina Poszepszyńskich Jacka Janczarskiego i Macieja Zembatego często odgrywała rolę panny Ingi, sąsiadki tytułowej rodziny. W serialu zadebiutowała rolą Jadwigi Leśniewskiej w Rodzinie Leśniewskich (1978).
Zagrała nauczycielkę Bożkową, matkę tytułowej bohaterki w serialu Rozalka Olaboga (1985). W 1996 odebrała Nagrodę Artystyczną Polskiej Estrady Prometeusz. Grała Anielę Kaczorowską, matkę Jadwigi Graczyk (Joanna Kurowska) w serialu Graczykowie (1999–2000).
Okazjonalnie zajmowała się tworzeniem grafik, stworzyła ilustracje m.in. do książki Wandy Majerówny „Groszek i Natalia” (1975).
W 2004 w wyniku krwotoku przedsiatkówkowego obu oczu utraciła 85% wzroku, ale mimo to nie przerwała pracy zawodowej. Dzięki terapii prof. Ariadny Gierek-Łapińskiej stan jej wzroku znacznie się poprawił. Od 2007 występowała w śpiewogrze Klimakterium... i już. W 2008 uległa kontuzji, a wskutek złamania prawej ręki zachorowała na zespół Sudecka. Od 2010 grała w spektaklach w reż. Dariusza Taraszkiewicza: Zamknięty świat, Kwartet oraz Harold i Matylda.
W październiku 2015 nakładem Wydawnictwa Marginesy ukazała się biografia aktorki pt. „Krystyna Sienkiewicz. Różowe zjawisko” autorstwa Grzegorza Ćwiertniewicza.
W 2014 doznała udaru mózgu, a rok później zdiagnozowano u niej czerniaka oka. Zmarła 12 lutego 2017 w jednym z warszawskich szpitali na skutek komplikacji spowodowanych infekcją układu oddechowego. Została pochowana 21 lutego w kolumbarium na Cmentarzu Wojskowym na Powązkach (Q kolumb. 7-2-8) i zgodnie z jej wolą, uroczystości miały charakter świecki.

## Życie prywatne
Jej pierwszym mężem był piosenkarz Włodzimierz Rylski; świadkami na ich ślubie byli Agnieszka Osiecka i Jeremi Przybora. Rozwiodła się z mężem po roku małżeństwa. Następnie wyszła za aktora i asystenta reżysera Andrzeja Przyłubskiego, z którym miała adoptowaną córkę Julię i z którym rozwiodła się po 14 latach małżeństwa. Bratankiem aktorki jest lekarz i muzyk Kuba Sienkiewicz.
Od 1985 mieszkała przy ul. Płatniczej 35/37 na warszawskich Bielanach. W grudniu 1991 otworzyła butik z ręcznie robionymi gadżetami na warszawskim Żoliborzu. Była prezesem fundacji 120-lecia Towarzystwa Opieki nad Zwierzętami.

## Filmografia
| Filmy fabularne     |                           |                                                       |            |
| Rok                 | Tytuł                     | Rola                                                  | Ocena      |
| 1958                | Pożegnania                | prostytutka z papierosem                              | –          |
| 1959                | Inspekcja pana Anatola    | dziewczyna w klubie parodiująca Giuliettę Masinę      | –          |
| 1962                | Jutro premiera            | ekspedientka w kwiaciarni                             | –          |
| 1963                | Smarkula                  | Julka Wronicz, siostra Jurka, koleżanka Krysi         | –          |
| 1963                | Godzina pąsowej róży      | koleżanka Karola; wnuczka na plaży                    | –          |
| 1965                | Lekarstwo na miłość       | Janka, przyjaciółka Joanny                            | Filmweb.pl |
| 1967                | Zwariowana noc            | służąca Cesia                                         | Filmweb.pl |
| 1967                | To jest twój nowy syn     | Ala                                                   | Filmweb.pl |
| 1967                | Paryż – Warszawa bez wizy | radiotelegrafistka Zula                               | –          |
| 1967                | Dziadek do orzechów       |                                                       | Filmweb.pl |
| 1969                | Rzeczpospolita babska     | szeregowy Aniela                                      | Filmweb.pl |
| 1971                | Motodrama                 | Krysia, sekretarka klubu sportowego, narzeczona Jacka | Filmweb.pl |
| 1971                | Milion za Laurę           | członek komisji w telewizji                           | Filmweb.pl |
| 1980                | Rodzina Leśniewskich      | mama Jadwiga Leśniewska                               | Filmweb.pl |
| 2006                | Bezmiar sprawiedliwości   | oburzona kobieta w restauracji                        | –          |
| Seriale telewizyjne |                           |                                                       |            |
| 1964                | Barbara i Jan             | robotnica w zakładach im. Róży Luksemburg (odc. 1)    | –          |
| 1968                | Klub profesora Tutki      | Weronika (odc. 6); „interesująca” aktorka (odc. 7)    | –          |
| 1978                | Rodzina Leśniewskich      | mama Jadwiga Leśniewska                               | Filmweb.pl |
| 1984                | Rozalka Olaboga           | nauczycielka Bożkowa, mama Rozalki                    | Filmweb.pl |
| 1988                | Mistrz i Małgorzata       | pisarka Karaulina, członkini Massolitu                | –          |
| 1989                | Paziowie                  | kucharka Serczykowa                                   | –          |
| 1998                | Z pianką czy bez          | babcia klozetowa Tola (odc. 8 i 9)                    | –          |
| 1999–2000           | Graczykowie               | babcia Aniela                                         | Filmweb.pl |
| 2002                | Na dobre i na złe         | pani Regina (odc. 96)                                 | –          |
| 2004                | Daleko od noszy           | matka Kidlera (odc. 39)                               | –          |
| 2005                | Anioł Stróż               | ciotka Krystyna (odc. 11)                             | –          |
| 2006                | Egzamin z życia           | kobieta w kawiarni (odc. 46)                          | –          |
| 2006                | Hela w opałach            | Lusia, prababcia dzieci Heleny (odc. 11)              | –          |
| 2006                | Ale się kręci             | Matylda, ciotka Magdy                                 | Filmweb.pl |
| 2006                | Bezmiar sprawiedliwości   | oburzona kobieta w restauracji (odc. 3)               | –          |
| 2007                | Codzienna 2 m. 3          | w roli samej siebie (odc. 47)                         | –          |
| 2013                | Na dobre i na złe         | pani Łucja, pierwsza pacjentka Oli (odc. 518)         | –          |
| 2014                | Lekarze                   | Zofia Grzelak (odc. 52)                               | –          |

## Role teatralne

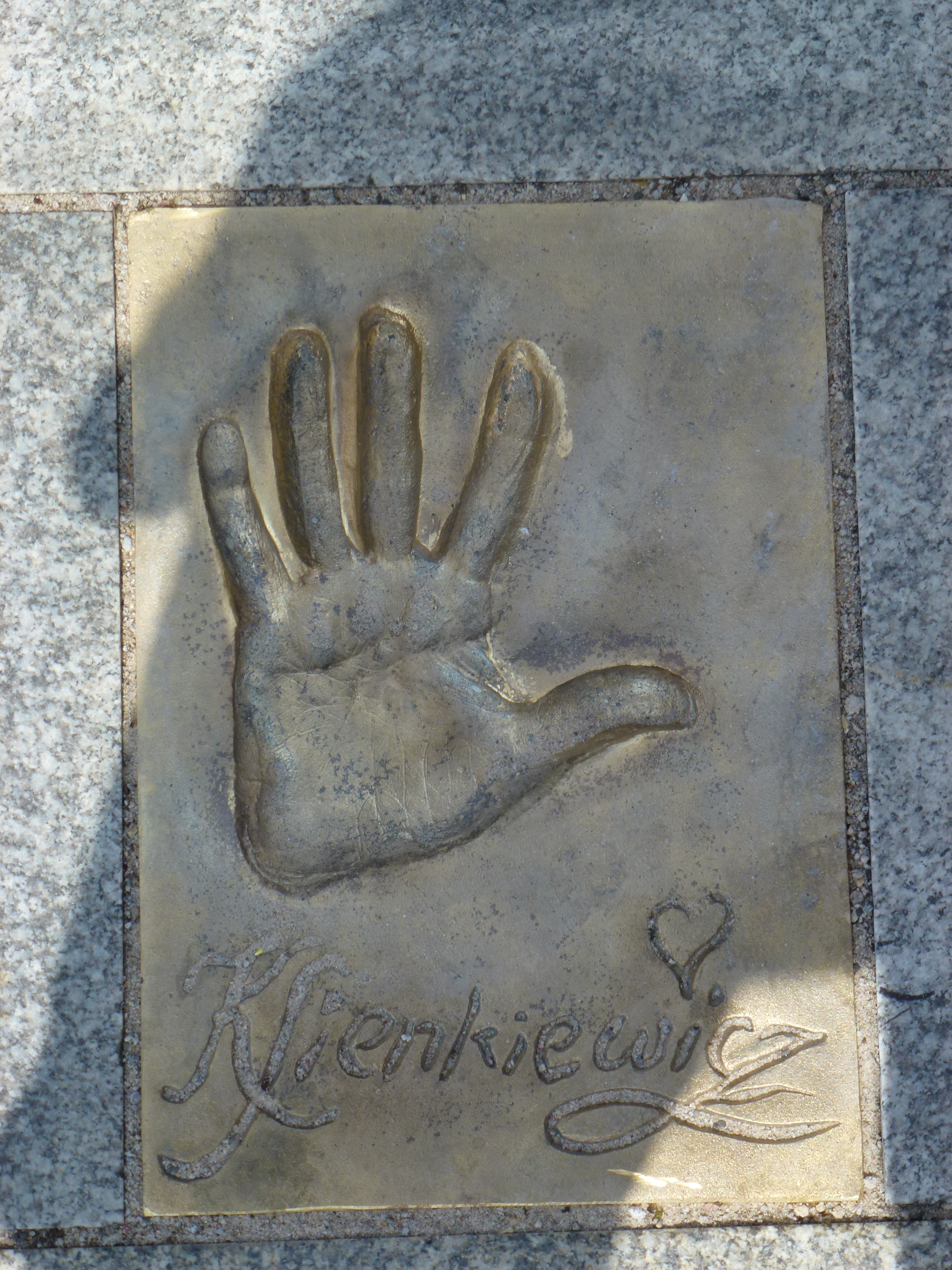
Odcisk dłoni Krystyny Sienkiewicz w Alei Gwiazd w Międzyzdrojach

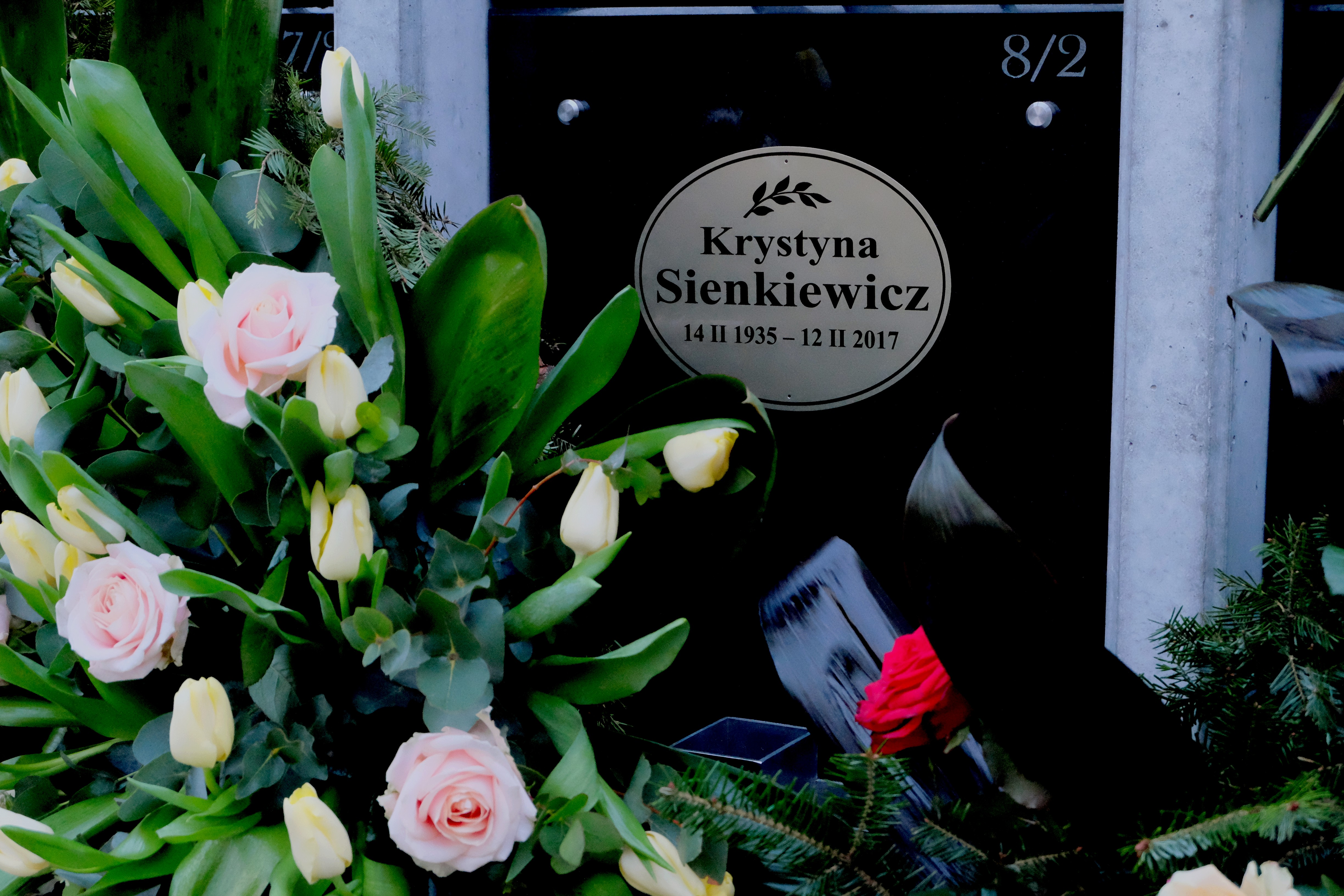
Grób Krystyny Sienkiewicz na Cmentarzu Wojskowym na Powązkach w Warszawie

| Role teatralne |                                  |                           |                                         |
| Rok            | Tytuł                            | Rola                      | Teatr                                   |
| 1964           | Niech no tylko zakwitną jabłonie | Krysia Traktorzystka      | Teatr Ateneum w Warszawie               |
| 1965           | Ptak                             | Marysia                   | Teatr Ateneum w Warszawie               |
| 1966           | Śmierć na gruszy                 | nieznajomy                | Teatr Ateneum w Warszawie               |
| 1967           | Zmierzch                         | Kłasza Zubariewa/Sąsiadka | Teatr Ateneum w Warszawie               |
| 1968           | Lato                             | Lusia                     | Teatr Ateneum w Warszawie               |
| 1971           | Sobie i państwu                  | Ona/Żona                  | Studencki Teatr Satyryków w Warszawie   |
| 1974           | Łotrzyce                         | Waleria                   | Teatr Rozmaitości w Warszawie           |
| 1985           | Wyspy Galapagos                  | Krysia                    | Teatr Polski w Poznaniu                 |
| 1995           | Nunsense                         | siostra Mary Amnezja      | Teatr na Woli w Warszawie               |
| 2008           | Klimakterium i już               | Krycha                    | Teatr Rampa w Warszawie                 |
| 2011           | Zamknięty świat                  | Lucyna                    | Teatr Impresaryjny Finestra w Warszawie |
| 2013           | Harold i Matylda                 | Matylda                   | Teatr Komedia w Warszawie               |

## Twórczość literacka
| Książki |                       |              |                                  |                                                         |
| Rok     | Tytuł                 | Data wydania | Wydawnictwo                      | Ocena                                                   |
| 1988    | Haftowane gałgany     | 1988         | Młodzieżowa Agencja Wydawnicza   | Lubimyczytac.pl Merlin.pl Gandalf.com.pl Biblionetka.pl |
| 1997    | ...zgadnij z kim leżę | 1.01.1997    | Instytut Wydawniczy „Świadectwo” | Lubimyczytac.pl                                         |
| 2013    | Cacko                 | 5.03.2013    | Prószyński i S-ka                | Lubimyczytac.pl Ceneo.pl Empik.com                      |
| 2016    | Skrawki               | 22.11.2016   | Prószyński i S-ka                | Lubimyczytac.pl Gandalf.com.pl                          |

## Dyskografia
| Albumy |                    |              |                  |           |
| Rok    | Tytuł              | Data wydania | Wydawca          | Ocena     |
| 2002   | Kiedyś byłam lalką | 1.01.2002    | EMI Music Poland | Empik.com |

## Ordery i odznaczenia
- Krzyż Kawalerski Orderu Odrodzenia Polski (2003)[54]
- Złoty Krzyż Zasługi (1979)[55]
- Srebrny Krzyż Zasługi (1979)
- Złoty Medal „Zasłużony Kulturze Gloria Artis” (2007)[56]
- Odznaka Zasłużony dla Warszawy (2013)[57]

## Nagrody
- Nagroda Specjalna Jury IX Krajowego Festiwalu Piosenki Polskiej w Opolu (1971)[58]
- Prometeusz – Nagroda Artystyczna Polskiej Estrady za szczególne osiągnięcia dla sztuki estradowej (1996)
- II miejsce na Przeglądzie Teatralno-Kabaretowym Letniej Sceny Forum w Łodzi (2009)